# Gertrud Häfner

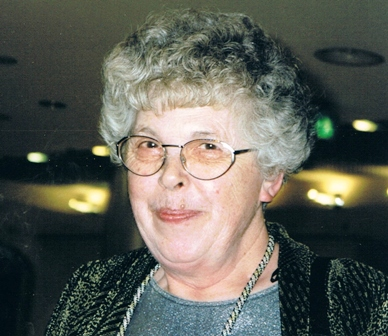
Gertrud Häfner auf der Frankfurter Buchmesse 2001

Gertrud Häfner (* 20. März 1934 in Mannheim; † 28. Juni 2008 in Heidelberg) war eine deutsche Schriftstellerin.

## Leben
Sie schrieb Lyrik und Prosa in Hochsprache und Mundart und publizierte in zahlreichen Anthologien und Literaturzeitschriften. Auch wurde ihr Schaffen durch mehrere Literaturpreise gewürdigt. Unter anderen 1989 durch einen Anerkennungspreis beim Mannheimer Lyrikwettbewerb, 1992 durch den Hauptpreis beim Mannheimer Kurzgeschichtenwettbewerb, 1995 durch den 2. Preis des Heidelberger Clubs für Wirtschaft und Kultur, 1999 durch den 2. Preis für Mundartlyrik der Heimatpflege Nordbaden, 1999 durch den 3. Preis beim Mannheimer Lyrikwettbewerb. Gertrud Häfner veröffentlichte darüber hinaus acht eigene Bücher beim Andiamo Verlag. Sie lebte in Mannheim.

## Werke
- Der Siebte Tag,Zweiundzwanzig Kurzgeschichten,fünf Illustrationen. 2001
- Mannemer ABC, Über 80 Mundartgedichte. 2001
- geSchillert und geGoethelt - Ballademix uff Mannemerisch. 2002
- Lieb iss Alles. Uffklärung uff Mannemerisch.Mundartgedichte. 2002,
- Seller hodd gsacht... Quadrade Gebabbl.Mundartgedichte. 2003
- Wie im richtische Leewe. Gereimte Geschichte un Gedichte uff Mannemerisch. 2003
- Iwwer die Felder. Kurpfälzer Mundartgedichte 2004
- Köbb, Uffschteiger & Kobblose. Mannemer Mundart. 2005
- Hörbuch-CD: Gertrud Häfner liest Gedichte in Mundart aus ihrem Buch: „Iwwer die Felder“ Hg. v. Hospiz Louise, Kaiserstr.21,69115 Heidelberg,www.hospiz-louise.de, 2012, Aufnahme am 11. Juni 2008: 28 Gedichte, dazu 10 Klangimprovisationen von Martina Baumann

## Einzelnachweis
1. ↑  Alle Angaben Rubrik Leben belegt durch: Die Räuber'77, Rosvita Spodeck-Walter, Klaus Walter, Adolf Kutschker (Hg), Vorwerk 8, Berlin 2007, Bd. 2, S. 53; Belegexemplar DNB 987110241 bei der Deutschen Nationalbibliothek.

| Personendaten    | Personendaten             |
| ---------------- | ------------------------- |
| NAME             | Häfner, Gertrud           |
| KURZBESCHREIBUNG | deutsche Schriftstellerin |
| GEBURTSDATUM     | 20. März 1934             |
| GEBURTSORT       | Mannheim                  |
| STERBEDATUM      | 28. Juni 2008             |
| STERBEORT        | Heidelberg                |